# モンタルバーノ・エリコーナ
モンタルバーノ・エリコーナ（イタリア語: Montalbano Elicona）は、イタリア共和国シチリア州メッシーナ県にある、人口約2,200人の基礎自治体（コムーネ）。

## 地理

### 位置・広がり
メッシーナ県のコムーネ。県都メッシーナから西南西へ51kmの距離にある。

#### 隣接コムーネ

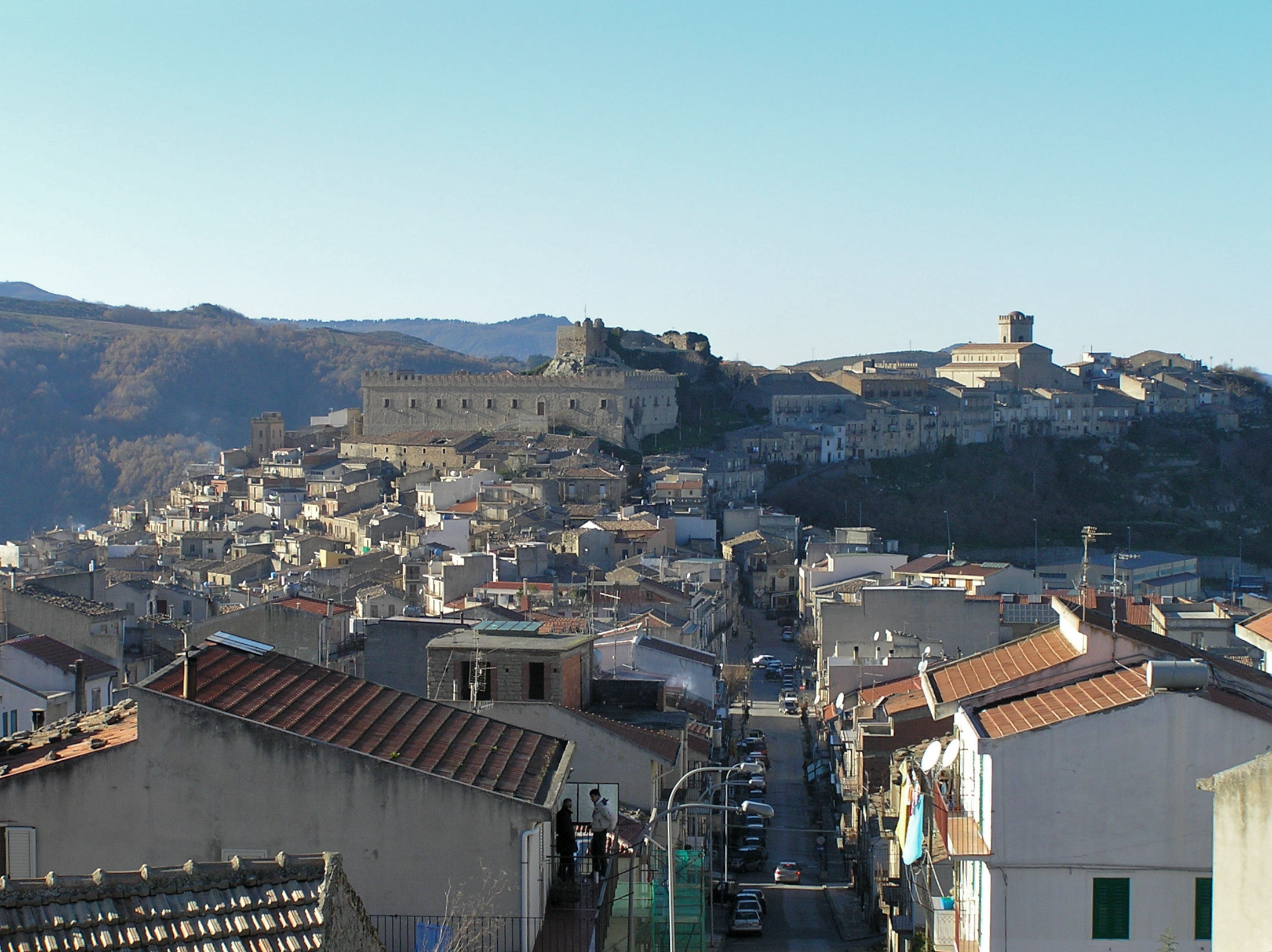
モンタルバーノ・エリコーナ

隣接するコムーネは以下の通り。
- バジコ
- ファルコーネ
- フロレスタ
- フランカヴィッラ・ディ・シチーリア
- リブリッツィ
- マルヴァーニャ
- オリヴェーリ
- パッティ
- ラックーイア
- ロッチェッラ・ヴァルデーモネ
- サン・ピエーロ・パッティ
- サンタ・ドメーニカ・ヴィットーリア
- トリーピ

- モンタルバーノ・エリコーナ

## 行政

### 分離集落
モンタルバーノ・エリコーナには、以下の分離集落（フラツィオーネ）がある。
- Pellizzaro, Santa Barbara, Santa Maria, Toscano, Villa Braidi

## 文化・観光
「イタリアの最も美しい村」クラブ加盟コムーネである。